# Каринский, Михаил Иванович
Михаи́л Ива́нович Кари́нский (4 ноября (16 ноября) 1840, Москва — 20 июня (3 июля) 1917, Вятская губерния) — русский философ и логик, Заслуженный ординарный профессор Санкт-Петербургской духовной академии по кафедре истории философии, доктор философии, статский советник, потомственный дворянин .

## Биография
Родился 4 (16) ноября 1840 года в Москве в семье священника: «Ноября четвёртого дня за тысяча восемьсот сороковой год родился Михаил, крещён 8 числа, родители его означенной больницы Диакон Иоанн Каринский и законная жена его Марья [Мария] Герасимовна, оба греко-российского исповедания, восприемники были оной больницы доктор медицины Алексей Казмич [Кузьмич] Щировский и письмоводителя 14 класса чиновника Андрея Майкова жена Варвара Алексеевна. Крестил священник Иоанн Баршев с пономарём Александром Лебедевым». Отец — Иоанн Александрович Каринский (1815—1891); мать — Каринская (урожд. Лебедева) Мария Герасимовна (1818—1878). Всего в семье родились 15 детей, до взрослого возраста дожили только трое: Михаил; Сергей (1839—1901) — надворный советник, московский чиновник; Феодосия (1855—1930), в браке за М. А. Некрасовым, преподавателем философии, психологии, логики и дидактики Вифанской духовной семинарии.
Михаил Каринский поступил в Московскую духовную семинарию (Божедомский пер.) в 1852 году. Посвящён в стихарь 12 мая 1857 года. По окончании курса семинарского обучения в июле 1858 года был причислен к первому разряду семинарских воспитанников, возведён в степень студента и уволен в Епархиальное ведомство.
В августе 1858 года поступил в Московскую духовную академию (XXIII учебный курс). В Академии учился философии у профессора В. Д. Кудрявцева-Платонова, известного представителя «школы верующего разума», строившего систему трансцендентального монизма. По окончании курса академического учения в июне 1862 г. был причислен к первому разряду воспитанников Академии и 28.09.1862 г. возведён Святейшим Правительствующим Синодом в степень магистра. 15 февраля 1863 г. Михаилу Каринскому был вручён магистерский диплом и аттестат об успехах и поведении в Академии.

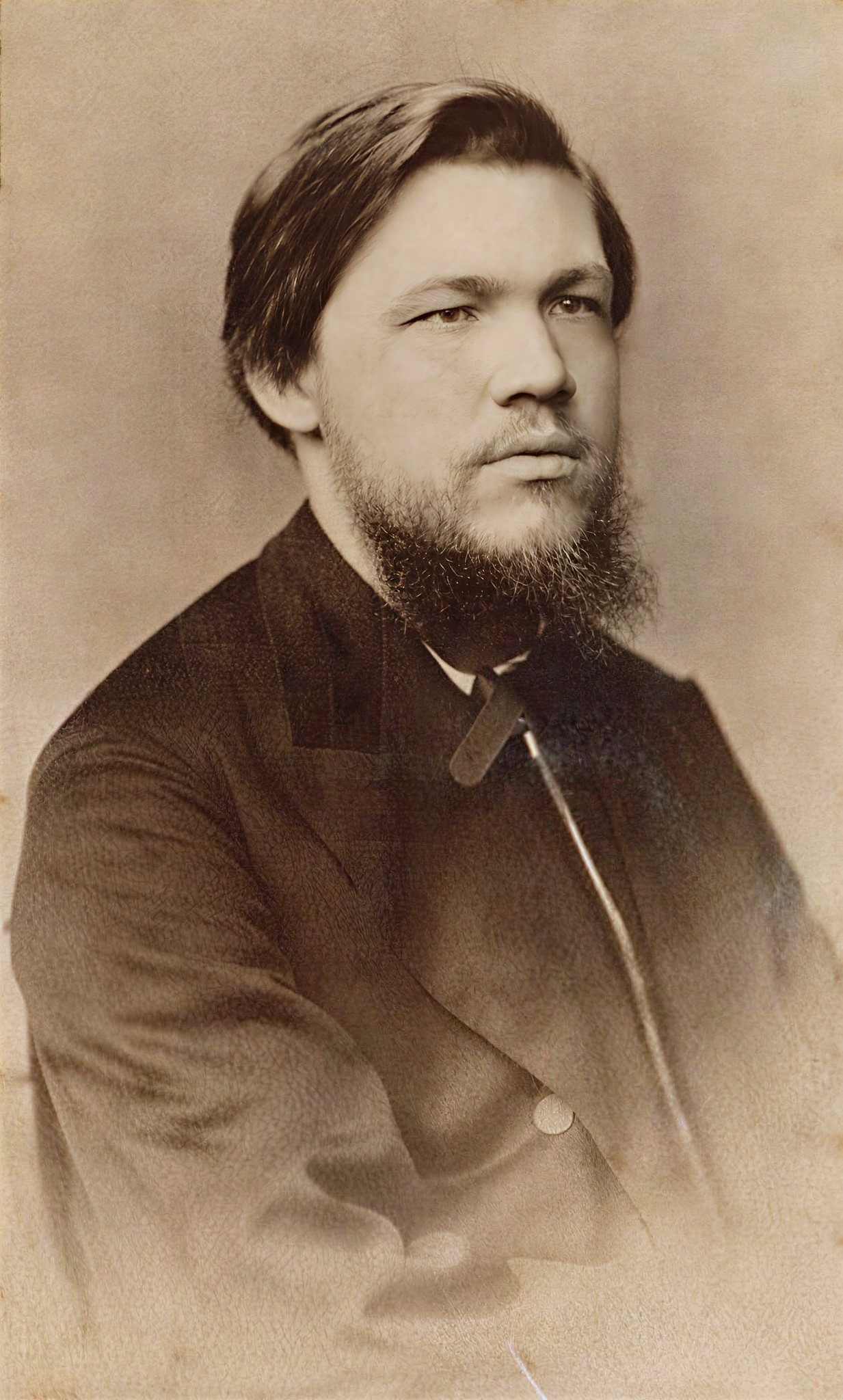
Михаил Каринский, 1860-е годы.

4 января 1863 г. определён в Вифанскую духовную семинарию профессором по классу гражданской истории и греческого языка во 2-м классе низшего отделения; с 28 сентября 1864 г. ему поручено преподавание латинского языка вместо греческого в том же классе.
13 августа 1865 года он был перемещён в Московскую духовную семинарию профессором по классу логики, психологии и латинского языка. 10/20 июня 1868 г. М. И. Каринскому поручено преподавание педагогики в 5 классе семинарии. 18/30 сентября 1868 г. перемещён на кафедру латинского языка с преподаванием в 1, 2 и 4 классах.
17.08/04.09 1867 г. избран членом Педагогического и распорядительного собрания Правления Московской духовной семинарии (уволен от звания члена собрания 08.07.1868 г. в соответствии с прошением). 31.01.1869 г. вновь избран членом Педагогического собрания Правления семинарии.
После смерти В. Н. Карпова, последовавшей в декабре 1867 г., М. И. Каринский выставил свою кандидатуру на занятие вакантной должности по кафедре логики и психологии Санкт-Петербургской духовной академии, представив на конкурс свою программу. Программа получила высокую оценку, но конкурс выиграл воспитанник академии и преподаватель Петербургской духовной семинарии А. Е. Светилин, назначенный бакалавром кафедры и ставший впоследствии профессором.
Петербургский период в деятельности М. И. Каринского начинается с середины 1869 г. После избрания Советом Санкт-Петербургской Духовной академии он был утверждён 15 августа 1869 г. в должности доцента кафедры метафизики.
Отмечая заслуги М. И. Каринского, Правление Московской духовной семинарии 1 сентября 1869 г. постановило выразить ему «искреннюю признательность за отличную и примерную службу в должности наставника семинарии и члена Правления».

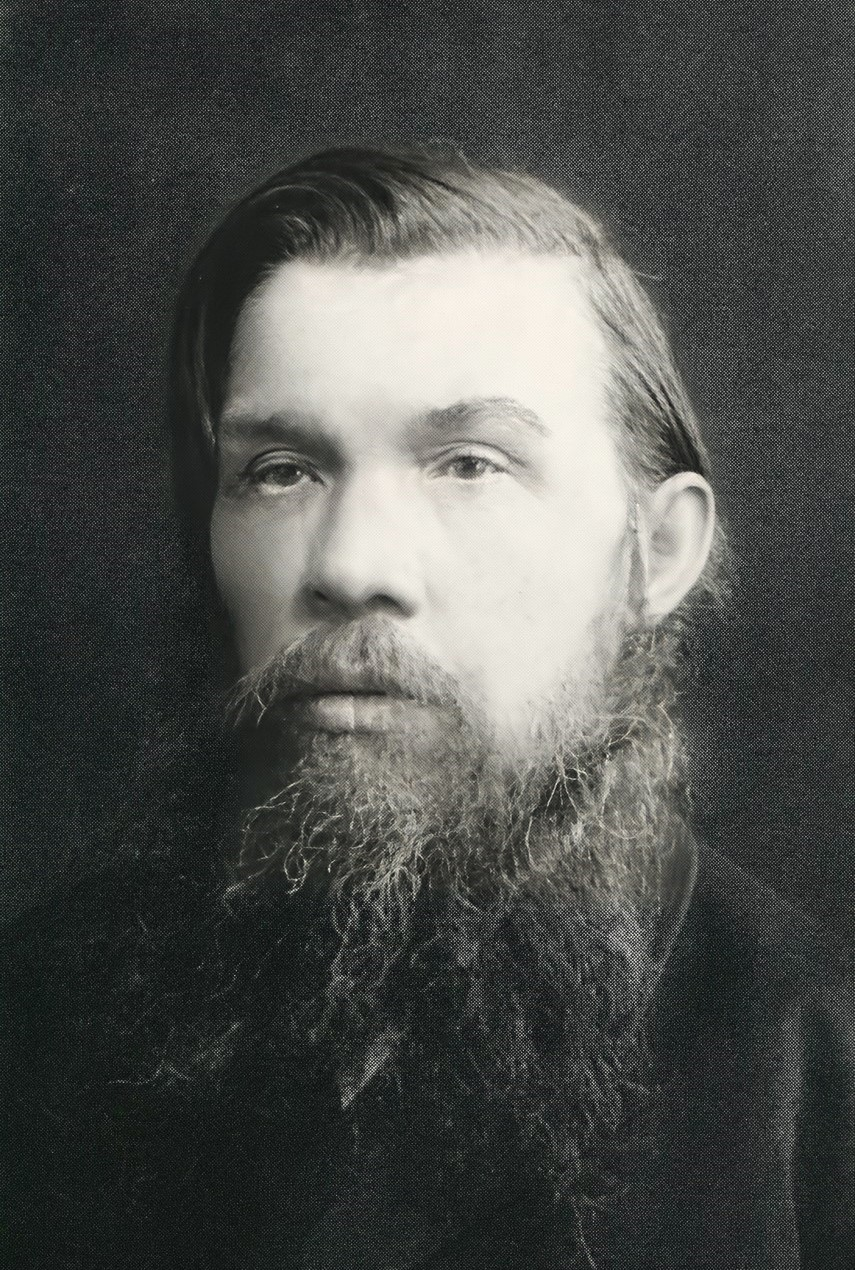
М. И. Каринский в 1870-е годы.

15 марта 1871 года с Высочайшего соизволения от 25 февраля 1871 г. М. И. Каринский командирован Святейшим Синодом за границу на один год «для ближайшего ознакомления с состоянием преподаваемой им науки». В 1871—1872 г.г. находился в Германии, где стажировался в университетах Гейдельберга, Йены и Гёттингена: слушал лекции знаменитых профессоров К. Фишера, Р. Г. Лотце, Э. Г. Целлера, Карла фон Рейхлин-Мельдегга и др., по результатам этой стажировки опубликовал свой «Критический обзор последнего периода германской философии» (1873).
С 13 июня 1873 года М. И. Каринский — экстраординарный профессор по кафедре метафизики. 31.08.1873 г. Советом Академии ему было поручено временное чтение лекций по истории философии, к которому он приступил с 01.10.1873 г. С 13 мая 1874 г. решением Святейшего Синода М. И. Каринский согласно его прошению перемещён с кафедры метафизики на кафедру истории философии.
В октябре 1874 г., после смерти П. Д. Юркевича, открылась вакансия профессора по кафедре философии Московского университета, и профессор церковной истории историко-филологического факультета А. М. Иванцов-Платонов предложил М. И. Каринского в качестве профессора. Однако назначение не состоялась, поскольку М. И. Каринский к тому времени защитил только магистерскую диссертацию.
16 сентября 1876 года приват-доцентом метафизики Санкт-Петербургской духовной академии стал М. И. Смоленский, а Каринский с 31 августа 1877 года был избран на четыре года членом обыкновенных собраний Совета Академии от богословского отделения.
Указами Правительствующего Сената (по департаменту Герольдии): 

от 24.11.1878 г. № 3437 утверждён в чине титулярного советника по степени магистра со старшинством с 04.01.1863 г.; 

от 01.03.1879 г. № 564 произведён за выслугу лет в чин коллежского асессора со старшинством с 04.01.1866 г.;

от 08.10.1879 г. № 2907 произведён за выслугу лет в чин надворного советника со старшинством с 04.01.1870 г.
30 мая 1880 года после публичной защиты диссертации («рассуждений») «Классификация выводов» на историко-филологическом факультете Санкт-Петербургского университета был удостоен учёной степени доктора философии и утверждён в этой степени решением Совета университета от 31.05.1880 г.

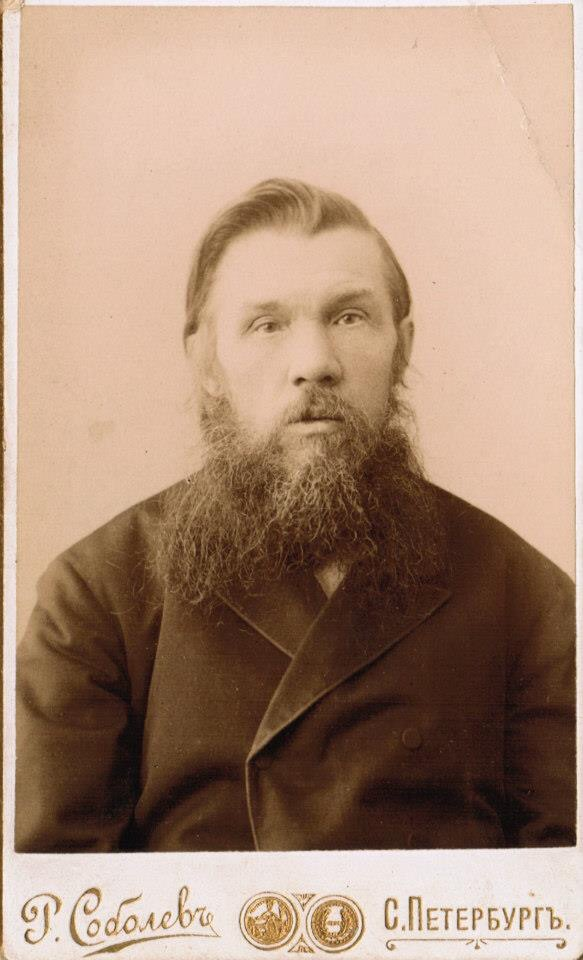
М. И. Каринский, С-Петербург, 1890-е годы.

7 июня 1880 г. М. И. Каринский избран ординарным профессором Санкт-Петербургской Духовной академии и утверждён в этом звании указом Святейшего Синода от 4 августа 1880 г. № 3003.
31.08.1881 г. вновь избран членом обыкновенных собраний Совета Духовной академии от богословского отделения.
Указами Правительствующего Сената (по департаменту Герольдии): 

от 10.07.1880 г. № 2421 произведён в чин коллежского советника со старшинством с 04.01.1874 г.; 

от 15.03.1882 г. произведён за выслугу лет в чин статского советника со старшинством с 04.01.1878 г..
Преподавал историю философии в Санкт-Петербургской Духовной Академии до 24 сентября 1894 г. Читал лекции по истории философии, логике и психологии на Высших женских курсах (1882—1889 г.г.) и на Педагогических курсах (1891—1892 г.г.).
Среди его работ этого периода были «Борьба против силлогизма в новой философии» (1880), Лекции по истории новой философии (1884), «Бесконечное Анаксимандра» (1890) и др.
Действительный член Психологического общества при Московском университете, почётный член Философского общества при Петербургском университете (почётными членами Общества также были: В. Вундт, Н. Ф. Каптерев, A. A. Козлов, Л. М. Лопатин, Л. Н. Толстой, Ш. Ренувье, Г. Спенсер, К. Фишер, Э. Целлер)
М. И. Каринский скончался 20 июня (3 июля) 1917 года на даче в деревне Большая Субботиха, Вятского уезда, Вятской губернии.
Похоронен в Успенском Трифоновом монастыре.
Современники высоко оценили итоги жизни и деятельности М. И. Каринского.

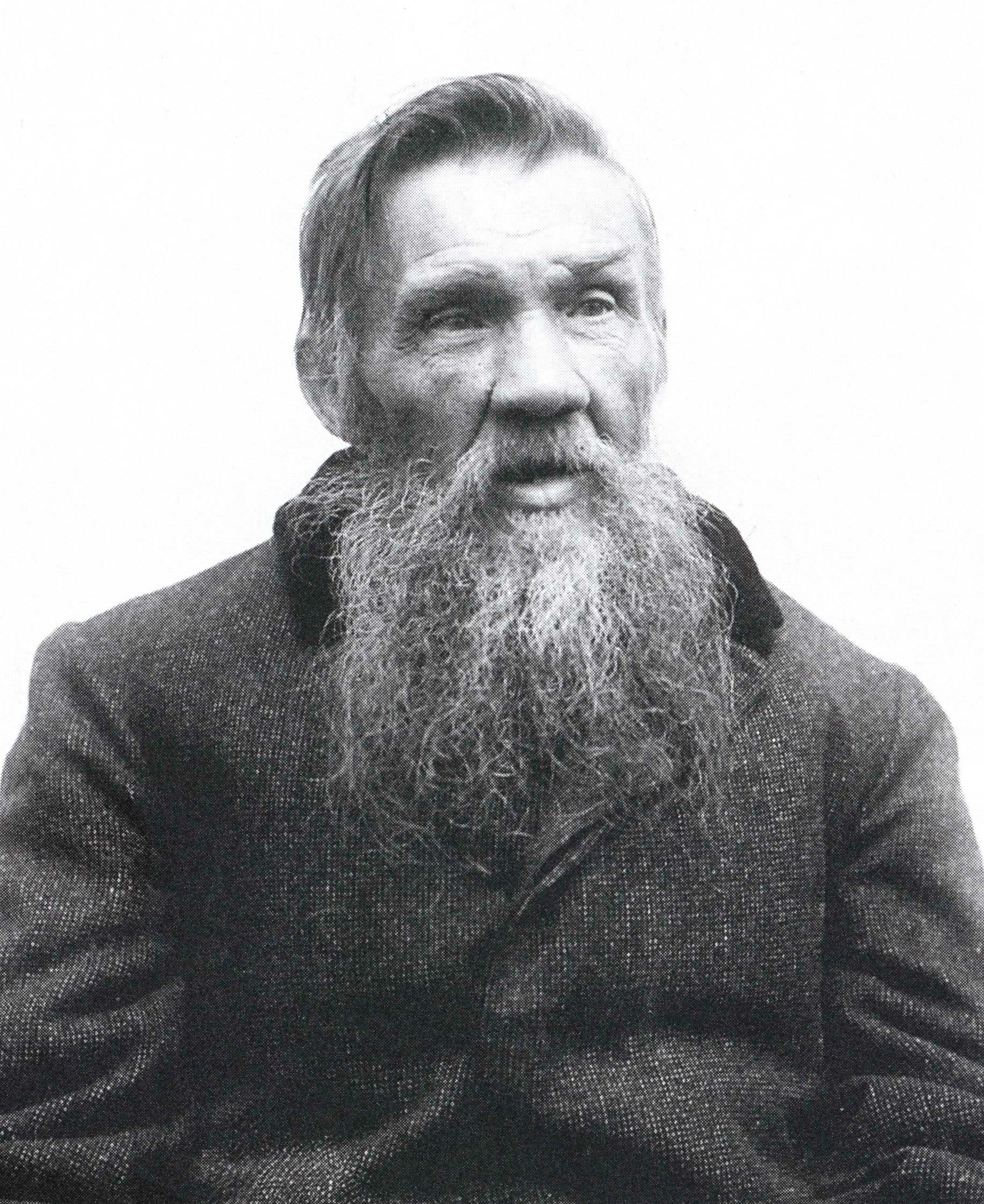
М. И. Каринский в 1910—е годы

«Только с появлением трудов П. Юркевича, В. Кудрявцева-Платонова, Н. Дебольского, В. Соловьёва, М. Каринского, Б. Чичерина русский ум начал по-настоящему самостоятельное философствование» (Б. В. Яковенко. История русской философии).
«… Ещё нужно назвать имя М. И. Каринского, воспитанника Московских семинарии и академии, и затем многолетнего профессора Санкт-Петербургской академии, — это был тончайший аналитик и критик философских систем, сочетавший эту критическую требовательность с непреклонностью веры…» (Г. В. Флоровский. «Пути русского богословия»).

## Награды
Орден Св. Анны 3-й степени — 14.07.1873 г.

Орден Св. Станислава 2-й степени — 09.06.1878 г.

Орден Св. Анны 2-й степени — 07.08.1882 г.

Орден Св. Владимира 4-й степени — 05.04.1887 г.

## Семья

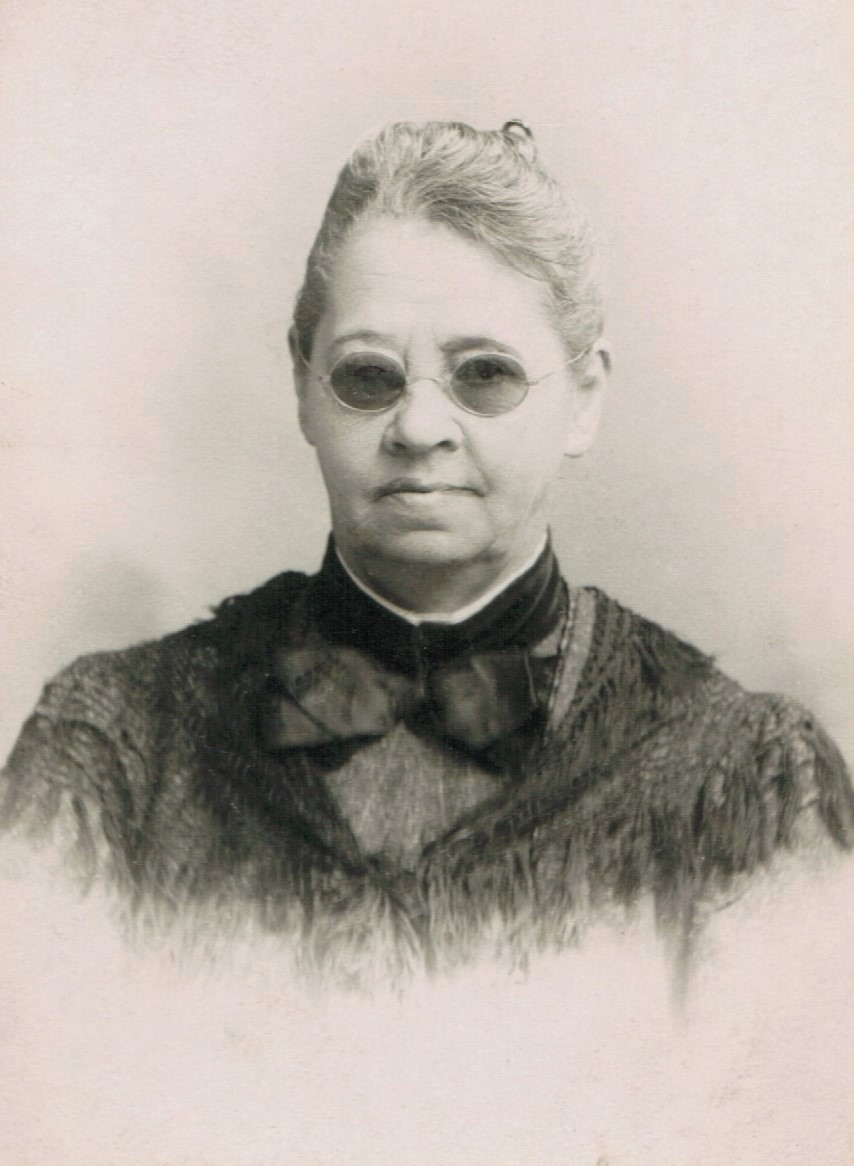
М. В. Каринская (Зотикова), Петербург, 1910-е годы

17 августа 1869 г. женился на Маргарите  Викторовне  Зотиковой (07.08.1849—н.д.), дочери московского чиновника, сестре  В. В. Зотикова и Е. В. Зотикова. 
Сыновья — Николай Михайлович Каринский (1873—1935), российский и советский филолог-славист, палеограф, диалектолог, член-корреспондент АН СССР (1921, до 1925 — РАН) и Владимир Михайлович Каринский (1874—1932), российский философ, профессор кафедры философии Харьковского университета.
Дочь — Нина Михайловна Луппова (урожд. Каринская) (1878—1957), жена П. Н. Луппова (1867—1949), историка Вятского края, доктора исторических наук, доктора богословия; окончила Высшие (Бестужевские) женские курсы, до 1917 г. учитель начальной школы в Петербурге, после переезда в Вятку (1917 г.) читала лекции по педагогике.
В. М. Каринский и Н. М. Каринская (Луппова) состояли членами Философского общества при Петербургском университете.

## Адрес в Санкт-Петербурге
- Невский проспект, 173

## Сочинения
- «Египетские иудеи» («Христианское чтение», 1870, июль, - С. 121-163; сентябрь, - С. 398-461),
- «Критический обзор последнего периода германской философии» («Христианское чтение», 1873),
- «К вопросу о позитивизме» («Прав. обозр.», 1875),
- «Подложные стихи в сочинении иудейского философа Аристовула» («Ж. М. H. Пр.», 1876),
- «Аполлоний Тианский» (там же, 1876),
- «Явление и действительность» («Прав. обозр.», 1878),
- «Классификация выводов. Исследование М. Каринского» (СПб., 1880),
- «Тёмное свидетельство Ипполита о философе Анаксимене» («Христ. чтение», 1881),
- «Связь философских взглядов с физико-астрономическими в древнейший период греческой философии» (там же, 1883),
- «Учебники логики М. М. Троицкого» («Ж. М. Н. Пр.», 1889),
- «Бесконечное Анаксимандра» (там же, 1890),
- «Идеализм и реализм: Историко-критическое обозрение» Петра Линицкого» («Христ. чтение», 1892),
- «Об истинах самоочевидных» («Ж. М. H. Пр.», 1893),
- «По поводу статьи г. проф. А. И. Введенского» («Вопросы философии и психологии», 1895),
- «По поводу полемики г. проф. Введенского против моей книги» («Ж. М. H. Пр.», 1896),
- «Разбор мнения Милля о постулатах геометрического знания, подразумевающихся при геометрических дефинициях» (там же, 1897),
- «Ф. Козловский. Учебник логики» (там же, 1897),
- «Разногласие в школе нового эмпиризма по вопросу об истинах самоочевидных» (Пг., 1914),
- «Отрывок из литографированного издания Каринского «Логика» («Вопросы философии», 1947).

## Переиздания
- Каринский М. И. Классификация выводов. // Избранные труды русских логиков XIX века. М.: Изд-во АН СССР, 1956. — 404 с., с. 3—177.
- Каринский М. И. Явление и действительность // Антология феноменологической философии в России / Под общ. ред. И. М. Чубарова. М., 1998. С. 18–52.
- Каринский М. И. Критический обзор последнего периода германской философии. Изд. 2-е, испр. Серия: «Из наследия философской мысли: история философии». М.: Книжный дом «ЛИБРОКОМ», 2011. — 336 с.
- Каринский М. И. Об истинах самоочевидных. Изд. 2-е. Серия: «Из наследия мировой философской мысли: логика». М.: Книжный дом «ЛИБРОКОМ», 2011. — 200 с.

## Воззрения
Во всех своих трудах Каринский выказал глубину анализа, необыкновенную добросовестность в передаче чужих мыслей, а в критике их — чрезвычайную правдивость. Эти же свойства К. проявлял и в своей плодотворной преподавательской деятельности. Из учеников его выделяется В.C.Серебреников.
Большинство исторических работ К. имеет характер весьма ценных, по первоисточникам, монографий, касающихся самых запутанных вопросов, только «Обзор немецкой философии» представляет собою блестящий очерк развития основных идей немецкой философии, начиная с Канта и кончая Гартманом. Этот анализ классиков немецкой философии и их эпигонов содержит в себе и руководящие идеи самого Каринского. Вся немецкая философия стоит в зависимости от того направления, которое дал ей Кант; но Кантова система, как показывает К., имеет коренные недостатки, поэтому и все попытки систематизации, выросшие на этой почве, несостоятельны. Нужно, следовательно, заново пересмотреть основные вопросы познания. Таким образом, история философии привела К. к рассмотрению вопросов, составляющих догматическую часть его философии.
Теория познания — это главная задача философии. В истинном познании мы имеем,
- во-первых, способ выведения мысли из других, то есть формулы вывода;
- во-вторых — так как всякое доказательство покоится на истинах самоочевидных — определение числа аксиом и указание права их на достоверность.

Эти две задачи Каринский разрешает в двух сочинениях: первую — в «Классификации выводов», вторую — в «Истинах самоочевидных».
Каринский был убеждён в том, что на почве критической философии невозможно построение новой гносеологической системы. Попытка решения этой задачи была предпринята в докторской диссертации «Классификация выводов», которую по уровню логико-философской интуиции можно поставить в один ряд с логическими сочинениями Аристотеля, Ф.Бэкона, Лейбница, Дж.С.Милля, Гегеля .
«Классификация выводов» — единственный русский вполне оригинальный и весьма значительный труд по логике. К. показывает несостоятельность обоих противоположных направлений в логике — силлогистического, формального (Аристотелевского) и индуктивного (Бэкона и Милля). Он утверждает, что нельзя основывать классификацию выводов на противоположности между индукцией и силлогизмом. Среди силлогистических выводов найдутся такие, которые окажутся ближе к индуктивным, чем к другим силлогистическим; самый принцип деления силлогистических фигур, как чисто внешний, разъединяет сродное и соединяет совершенно различное. Противоположная школа Бэкона и Милля указала на некоторые существенные недостатки силлогистики, но сама не выдерживает критики. Отрицание силлогизма Бэконом покоится на недоразумении, и его теория индукции отлично уживается с силлогизмом. Утверждение Милля, что всякий силлогизм есть petitio principii и что мы заключаем от частного к частному — неверно, ибо заключение получается лишь в том случае, если сделать добавочное предположение о сходстве частных случаев между собою. Оба направления, как силлогистическое, так и индуктивное, имеют и общие недостатки — а именно они оставляют без внимания целый ряд законных выводов, необъяснимых с их точки зрения. Итак, нужно найти новый принцип для классификации выводов. Выводом называется перенесение одного из основных элементов установленного уже в нашем знании суждения на соответственное место в другом суждении на основании некоторого отношения между остальными элементами обоих суждений. Логически перенесение элементов суждения из одного в другое может быть оправдано в случаях тождества этих элементов. Итак, тождество есть оправдание всякого вывода.
Эта мысль К. сближает его с математическим направлением логики (Гамильтона и др.). Так как основных элементов в суждении два, субъект и предикат, то из сличения их получаются две главных группы выводов: первая, основанная на сличении субъектов двух суждений, даёт выводы положительные; вторая, основанная на сличении предикатов двух суждений, даёт выводы отрицательные и гипотетические. К. даёт весьма подробное описание первой группы, причем останавливается на вполне законных выводах, обыкновенно не помещаемых в логиках, напр. заключении от частей агрегата к агрегату и т. д.
Весьма интересны указания, каким образом и так называемую неполную индукцию следует свести к общему логическому основанию вывода — тождеству. Вторая группа рассмотрена К. менее подробно. В общем следует сказать, что К. нашёл верный принцип и блистательно провёл его и если можно спорить с К., то только относительно деталей, напр. того места, которое следует отвести умозаключению по аналогии, etc.
Вторая задача логики, имеющая несравненно большее философское значение, состоит в перечислении и оправдании самоочевидных истин. На природу их в философии выражены два диаметрально противоположных взгляда: рационалистический и эмпирический. Эта противоположность направлений резко выступает в лице Канта и Милля. К. в первом выпуске своего труда «Об истинах самоочевидных» рассматривает пока только рационалистическое решение вопроса, причем, отождествляя в известном смысле рационализм с кантианизмом, подробно рассматривает «Критику чистого разума».
До настоящего времени не было в литературе столь всестороннего анализа «Критики чистого разума», смелого и глубокого, каким является книга К. Он сначала критикует исходное положение «Критики чистого разума» и доказывает его догматичность: предполагая неопытное происхождение аксиом знания, Кант ссылается на всеобщность их и необходимость — но всеобщность и необходимость следует доказать, а не предполагать. Дальше Каринский останавливается на аксиомах математических и доказывает, что созерцания пространства и времени могут быть априорны, а суждения о законах созерцания (напр. математические аксиомы) могут, в то же время, происходить и из опыта. Математическое знание могло бы быть умозрительным, только если бы оно было аналитическим, а не синтетическим, как учит Кант; но в таком случае оно не могло бы быть всеобщим и необходимым, ибо можно представить себе пространство и с иными свойствами, чем те, которые за ним признают люди. Наконец, К. указывает и на противоречие между трансцендентальной эстетикой «Критики чистого разума» и её аналитикой: в первой математические аксиомы выводятся из созерцания, во второй они рассматриваются как результаты рассудочной деятельности, так что аналитика делает излишним учение о созерцании. В третьей части К. рассматривает учение о рассудке, то есть трансцендентальную аналитику. Канту неоднократно делали упрек в том, что он не выводит категорий рассудка, как намеревался, а берёт их готовыми.
К., указав на некоторые недостатки учения о категориях, показывает, что обязательность категорий для мысли не может быть выяснена мыслью и является вполне догматичным утверждением, почему и основоположения получают характер слепой необходимости, чуждой для самой мысли. Подробнее всего К. рассматривает категории отношения и из них — причинность. Чтобы признать объективную перемену, нужно подметить причинную её зависимость от предшествовавшего явления; но подметить её нельзя, не признав перемену объективною, и т. д. до бесконечности. Следовательно, нет возможности объективной перемены; Кант, тем не менее, полагает, что в наших восприятиях мы имеем дело с внешней действительностью.
Наконец, в четвёртой части автор рассматривает учение о созидании мира чистым самосознанием. К. соглашается с Кантом в воззрениях на самосознание как на силу, без единства и тождества которой невозможно знание, и критикует лишь положение, что самосознание творит внешний мир из порождаемых сознанием же ощущений, руководствуясь при этом законами созерцания и категориями рассудка.